# Mangora castelo
Mangora castelo là một loài nhện trong họ Araneidae.
Loài này thuộc chi Mangora. Mangora castelo được Herbert Walter Levi miêu tả năm 2007.